# 蒂耶西
蒂耶西（義大利語：Thiesi）是意大利萨萨里省的一个市镇。总面积63.83平方公里，人口3015人，人口密度47.2人/平方公里（2009年）。ISTAT代码为090071。